# Sapphirinidae
Sapphirinidae är en familj av kräftdjur. Sapphirinidae ingår i ordningen Poecilostomatoida, klassen Maxillopoda, fylumet leddjur och riket djur. Enligt Catalogue of Life omfattar familjen Sapphirinidae 30 arter. 
Kladogram enligt Catalogue of Life:
| Sapphirinidae | \| \| Copilia \| \| \| \| \| \| Sapphirina \| \| \| \| \| \| Vettoria \| \| \| \| |
|               | \| \| Copilia \| \| \| \| \| \| Sapphirina \| \| \| \| \| \| Vettoria \| \| \| \| |
|               | Copilia                                                                           |
|               |                                                                                   |
|               | Sapphirina                                                                        |
|               |                                                                                   |
|               | Vettoria                                                                          |
|               |                                                                                   |